# Nadine Fest
Nadine Fest (Villaco, 28 giugno 1998) è una sciatrice alpina austriaca, vincitrice della Coppa Europa nel 2020, nel 2023 e nel 2025.

## Biografia
Nadine Fest, originaria di Arriach, ha debuttato nel Circo bianco nel dicembre del 2014 disputando uno slalom speciale a Kühtai, valido come gara FIS. Nel 2016 ha partecipato ai Giochi olimpici giovanili invernali di Lillehammer 2016, vincendo la medaglia d'oro nel supergigante. In Coppa Europa ha esordito il 14 gennaio 2016 ad Altenmarkt-Zauchensee in discesa libera, non riuscendo a concludere la gara, ha conquistato il primo podio il 10 dicembre 2016, classificandosi 3ª nella combinata di Lillehammer Kvitfjell, e ha ottenuto la prima vittoria il 27 gennaio 2017 a Davos in supergigante.
Sempre nel 2017 ha vinto la medaglia d'oro nel supergigante e nella combinata ai Mondiali juniores di Åre e ha esordito in Coppa del Mondo, il 28 ottobre a Sölden in slalom gigante senza completare la prova. Nella stagione 2019-2020 in Coppa Europa si è aggiudicata sia la classifica generale, sia quelle di discesa libera, di supergigante e di combinata; anche nella stagione 2022-2023 ha vinto la classifica generale e quella di discesa libera del circuito continentale. Nella stagione 2024-2025 si è nuovamente aggiudicata la Coppa Europa generale (primo atleta a conquistare per tre volte il trofeo) e le classifiche di discesa libera e di supergigante; non ha preso parte a rassegne olimpiche o iridate.

## Palmarès

### Mondiali juniores
- 2 medaglie:
  - 2 ori (supergigante, combinata a Åre 2017)

### Giochi olimpici giovanili invernali
- 1 medaglia:
  - 1 oro (supergigante a Lillehammer 2016)

### Coppa del Mondo
- Miglior piazzamento in classifica generale: 47ª nel 2022

### Coppa Europa
- Vincitrice della Coppa Europa nel 2020, nel 2023 e nel 2025
- Vincitrice della classifica di discesa libera nel 2020, nel 2023 e nel 2025
- Vincitrice della classifica di supergigante nel 2017, nel 2020 e nel 2025
- Vincitrice della classifica di combinata nel 2017 e nel 2020
- 43 podi:
  - 20 vittorie (8 in discesa libera, 10 in supergigante, 2 in combinata)
  - 15 secondi posti (7 in discesa libera, 6 in supergigante, 2 in combinata)
  - 8 terzi posti (1 in discesa libera, 4 in supergigante, 2 in combinata)

#### Coppa Europa - vittorie
| Data              | Località               | Paese    | Specialità |
| ----------------- | ---------------------- | -------- | ---------- |
| 27 gennaio 2017   | Davos                  | Svizzera | SG         |
| 30 gennaio 2017   | Châtel                 | Francia  | SG         |
| 30 gennaio 2017   | Châtel                 | Francia  | KB         |
| 5 dicembre 2019   | Kvitfjell              | Norvegia | SG         |
| 5-6 dicembre 2019 | Kvitfjell              | Norvegia | KB         |
| 21 gennaio 2020   | Sankt Anton am Arlberg | Austria  | DH         |
| 22 gennaio 2020   | Sankt Anton am Arlberg | Austria  | DH         |
| 13 febbraio 2020  | Crans-Montana          | Svizzera | DH         |
| 19 febbraio 2020  | Sarentino              | Italia   | SG         |
| 20 febbraio 2020  | Sarentino              | Italia   | SG         |
| 6 febbraio 2023   | Sarentino              | Italia   | SG         |
| 18 febbraio 2023  | Crans-Montana          | Svizzera | DH         |
| 19 febbraio 2023  | Crans-Montana          | Svizzera | DH         |
| 13 dicembre 2024  | Sankt Moritz           | Svizzera | DH         |
| 15 gennaio 2025   | Altenmarkt-Zauchensee  | Austria  | DH         |
| 16 gennaio 2025   | Altenmarkt-Zauchensee  | Austria  | DH         |
| 17 gennaio 2025   | Altenmarkt-Zauchensee  | Austria  | SG         |
| 15 febbraio 2025  | Bardonecchia           | Italia   | SG         |
| 20 febbraio 2025  | Sarentino              | Italia   | SG         |
| 8 marzo 2025      | Kitzbühel              | Austria  | SG         |

Legenda:

DH = discesa libera

SG = supergigante

KB = combinata

### Campionati austriaci
- 4 medaglie:
  - 2 argenti (slalom gigante nel 2021; supergigante nel 2022)
  - 2 bronzi (slalom gigante nel 2017; discesa libera nel 2025)